# Calshot Harbour
Calshot Harbour ist der einzige Hafen der Insel Tristan da Cunha im Atlantischen Ozean und einer von nur vier Häfen insgesamt im Britischen Überseegebiet St. Helena, Ascension und Tristan da Cunha. Der Hafen wurde 1967 eröffnet und liegt in der Hauptstadt Edinburgh of the Seven Seas.
Der Hafen ist nach dem Dorf Calshot in Hampshire, England benannt. Hierhin wurden im November 1961 alle Einwohner der Insel verbracht, nachdem sich ein Vulkanausbruch auf der Nordflanke des Schildvulkans Queen Mary’s Peak ereignet hatte.

## Bedeutung
Der Hafen ist von herausragender Bedeutung für die Insel, da diese über keinen Flughafen verfügt und so ausschließlich mit dem Schiff erreichbar ist. Die Wirtschaft von Tristan da Cunha ist weitestgehend vom Fischfang abhängig. Der Export (unter anderem in die Europäische Union) einer nur bei der Insel zu findenden Langustenart (Jasus tristani) wird über Calshot Harbour abgewickelt. Der Hafen kann aufgrund seiner geringen Tiefe und der begrenzten Abmessungen keine hochseetauglichen Schiffe aufnehmen. Diese müssen vor der Küste ankern; der Transport von Gütern und Passagieren zwischen dem Hafen und den ankernden Schiffen wird mit Booten durchgeführt.

## Ausbau
2008 und 2009 wurde der Hafen renoviert. Der Bau eines neuen Hafens war 2014 geplant. Die Idee wurde aber aufgrund der Kosten (21 Millionen Pfund Sterling) verworfen. Eine umfassende Sanierung von Calshot Harbour fand Anfang 2017 statt.